# Nagy-Morava
A Nagy-Morava (szerbül Велика Морава / Velika Morava) folyó Szerbia területén, a Duna jobb oldali mellékfolyója.

## Nevének eredete
Római neve az 1–4. században Margus volt.

## Leírása
A folyó Stalaćnál, a Nyugati-Morava és a Déli-Morava összefolyásával keletkezik. Ezután északi irányba folyik, mígnem 216 km után Szendrő és Kostolac között, Kevevárával szemben beömlik a Dunába. Együttes hossza a Déli-Moravával 535 km. Vízgyűjtő területe 37 350 km².
Közepes vízhozama Ćuprijánál 270 m³ másodpercenként.
Mellékfolyói a Lepenica, Jasenica és Resava.
Jelentősebb városok a Nagy-Morava mentén: Paraćin és Ćuprija.